# NGC 4051
NGC 4051是一个位于大熊座的中間螺旋星系，1788年2月6日由約翰·赫歇爾发现。星系中心的超大質量黑洞质量为173万M☉。人们在星系内观测到超新星SN 1983I、SN 2010br和N 2003ie。NGC 4051是西佛星系，属于大熊座星系团，本動速度为490 ± 34 km/s。